# День приёма по личным вопросам
«День приёма по личным вопросам» — советский художественный фильм 1974 года режиссёра Соломона Шустера.

## Сюжет
Фильм рассказывает об одном дне начальника треста «Энергомонтаж» Бориса Дмитриевича Иванова. День приёма сотрудников по личным вопросам, также последний день полугодия. «Горит» план введения в строй новых энергетических мощностей, а тресту нужно удержать переходящее Красное знамя за победу в социалистическом соревновании. Иванов подстраховывается и связывается с руководителем главка, который обещает в случае проблем выделить резервы.
Специалисты треста готовят к вводу в эксплуатацию турбину мощностью 800 МВт в Ново-Сергиевске. При попытке поставить её под промышленную нагрузку, возникают биения, и инженерам в течение часа необходимо найти выход. От турбины зависит выполнение плана треста и всего министерства. Нестандартное решение предлагает инженер Темкин и оказывается прав. В то же время Иванову приходится разбираться с наболевшим жилищным вопросом. С ним связывается начальник главка и просит отдать жилищный фонд. Директор вынужден согласиться, хотя планировал отдать одну из квартир давно ждущему очереди Темкину. Принимая сотрудников, Иванов решает сложный кадровый вопрос с директором регионального подразделения Пальминым. Талантливого руководителя готовят к новому назначению, а он не хочет менять привычное место и коллектив. Иванову приходится убеждать подчиненного в том, что ему придется умерить личные интересы.
Перед окончанием рабочего дня у Иванова происходит разговор с Леонидом Масловым. Заместитель просит его не использовать командные методы, без попытки заинтересовать сотрудников. Иванов задерживается допоздна и дожидается подтверждения того, что в Ново-Сергиевске упрямый директор ТЭС подпишет акт приёмки агрегата. Перед уходом Иванов делает последний телефонный звонок. Он идёт на конфликт с начальником главка и своим покровителем, сообщая ему, что не отдаст квартиры.

## В ролях
- Олег Жаков — Леонид Маслов
- Анатолий Папанов — Борис Дмитриевич Иванов
- Олег Басилашвили — Игорь Дятлов
- Олег Белов — шофёр Иванова
- Владимир Емельянов — начальник главка
- Владимир Заманский — Олег Пальмин
- Светлана Коновалова — вахтёрша
- Олег Корчиков — Афанасьев
- Людмила Максакова — Галина
- Иван Соловьёв — директор Ново-Сергиевской ГРЭС
- Зинаида Шарко — Софья Михайловна, секретарша Иванова
- Михаил Хижняков — Темкин
- Георгий Бурков — сварщик
- Александр Суснин — сварщик
- Муса Дудаев — Виктор
- Инна Аленикова — дочь начальника главка (в титрах И. Михайличенко)

## Съёмки
Натурные съёмки фильма проходили в Москве: вход в трест, его фасад — это вход в бывший доходный дом Хомякова по адресу ул. Петровка, дом 3/6, место, где позже снималась картина «Служебный роман»; в бассейне Москва; кабинет начальника главка — в здании на Новинском переулке, дом 36/9 (из окна кабинета просматриваются здание посольства США, колокольня храма Девяти мучеников Кизических, Калининский проспект и на промплощадках Разданской и Славянской ГРЭС.